# Erik Silfversparre
Erik Silfversparre, född 26 maj 1654 i Hälleberga församling, Kalmar län, död 19 juni 1709 i Poltava, var en svensk militär som deltog i slaget vid Poltava.

## Biografi
Erik Silfversparre föddes 1654 på Gullaskruv i Hälleberga socken. Han var son till majoren Knut Silfversparre och Magdalena Ulfsparre af Broxvik. Silfversparre blev 20 juni 1668 student vid Lunds universitet och 19 oktober 1669 student vid Uppsala universitet. Han blev 1674 musketerare vid livgardet, 1675 fänrik vid Kronobergs regemente, 1676 löjtnant vid Tungels värvade regemente, 1676 kapten vid Kronobergs regemente, 10 oktober 1678 kapten vid Kalmar regemente, 31 december 1693 major vid Kalmar regemente och 25 november 1701 överstelöjtnant. Silfversparre avled 19 juni 1709 i Slaget vid Poltava.

### Familj
Silfversparre gifte sig 2 mars 1688 med Elisabet Ramsvärd (1664–1733), dotter av översten Hans Ramsvärd och Catharina Elisabet von Schaar. De fick tillsammans barnen löjtnanten Knut Silfversparre (1689–1709) vid Kalmar regemente, löjtnanten Hans Silfversparre (1690–1708) vid Kalmar regemente, Magdalena Catharina Silfversparre (1691–1691), underofficeren Carl Gustaf Silfversparre (född 1692) vid Kalmar regemente, Margareta Elisabet Silfversparre (1693–1775) som var gift med kaptenen Otto Fredrik Stålhammar, Axel Silfversparre (1695–1695), Erik Silfversparre (1696–1697), Eva Silfversparre (1698–1760) som var gift med regementskvartermästaren Gustaf Adolf Klöfverfelt och hovjägmästaren Lars Johan Silfversparre (1700–1754).